# فی یپ وستن دروپ
سوفیا ماریا فی یپ وستن دروپ (۱۷ دسامبر ۱۹۱۶ – ۳ فوریه ۲۰۰۴) یک تصویرگر هلندی بود که بیش تر به علت همکاری بلند مدتش با نویسنده آنی ام. خی. شمیت به شهرت رسید. سه نسل از مردم هلند با تصاویر او بزرگ شده‌اند. طراحی‌های وی برای کتاب ییپ و یانکه و سری داستان‌هایی که در روزنامه هلندی هت پارول (Het Parool) از سال ۱۹۵۳ تا سال ۱۹۵۷ منتشر شدند، در حال حاضر زینت بخش اقلام متنوع فروخته شده توسط فروشگاه هلندی هما (HEMA) می‌باشند. در سال ۱۹۹۷ جایزه‌ای منحصر به فرد برای تمام آثارش به او اختصاص یافت. از سال ۲۰۰۷ دانشگاه آمستردام یک کرسی وقفی برای تصویر سازی در تجلیل از وستن دروپ ایجاد کرد.

## منابع

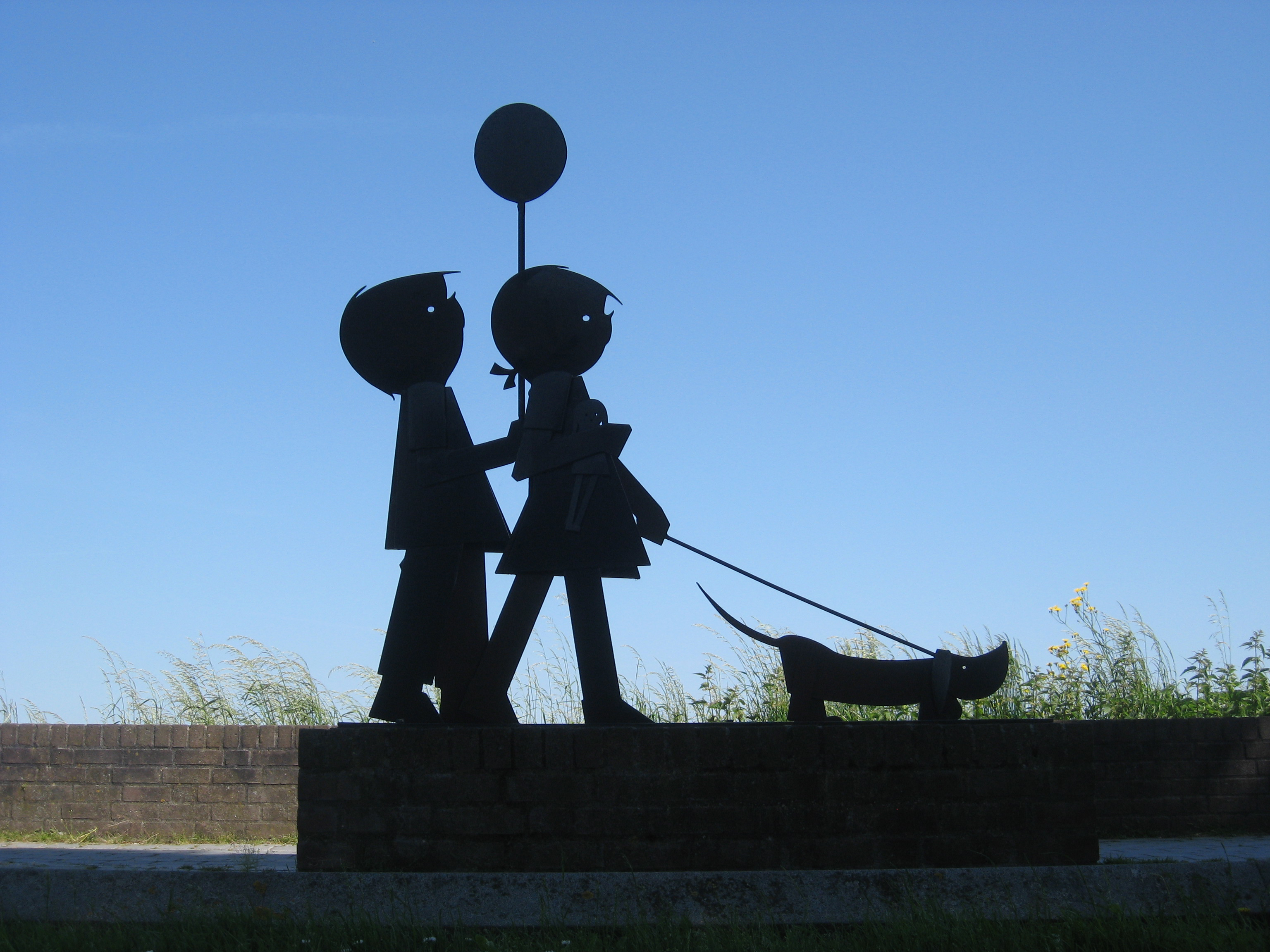
Jip و Janneke